# Елизавета Бранденбург-Кюстринская
Елизавета Бранденбург-Кюстринская (нем. Elisabeth von Brandenburg-Küstrin; 29 августа 1540, Кюстрин — 8 марта 1578, недалеко от Варшавы) — принцесса Бранденбург-Кюстринская, в замужестве маркграфиня Бранденбург-Ансбахская и Бранденбург-Кульмбахская.

## Биография
Елизавета — старшая из двух дочерей маркграфа Бранденбург-Кюстрина Иоганна и его супруги Екатерины, дочери герцога Брауншвейг-Вольфенбюттеля Генриха V.
26 декабря 1558 года в Кюстрине Елизавета вышла замуж за маркграфа Бранденбург-Ансбаха Георга Фридриха I. В связи с тем, что у прусского герцога Альбрехта Фридриха появились признаки умственного расстройства, в 1577 году Георг Фридрих на правах ближайшего родственника взял на себя опеку над его прусскими владениями. 
Елизавета умерла во время пребывания при варшавском дворе, где король Польши Стефан Баторий должен был официально сделать Георга Фридриха регентом Пруссии. Елизавета была похоронена в Кёнигсбергском соборе.